# Whitcomb Judson

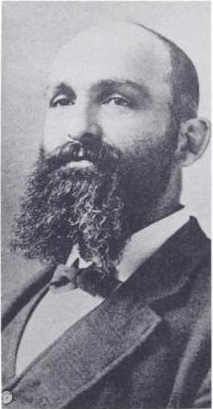
Whitcomb Judson

Whitcomb L. Judson (1846-1909) was een Amerikaans uitvinder uit Chicago, Illinois. 
Zijn bekendste uitvinding is een "kramsluiter" voor kleding. Hij patenteerde deze kramsluiter, de voorloper van de moderne ritssluiting, in 1893 en demonstreerde deze op de Wereldtentoonstelling in Chicago. Hij slaagde er echter nooit in om deze vinding met succes op de markt te brengen. De uitvinding werd later verbeterd door Gideon Sundback, een Zweeds-Amerikaanse ingenieur en de naam ritssluiting of "zipper" werd in 1923 bedacht door de B.F. Goodrich Company, die de Sundback-versie ging gebruiken voor rubberlaarzen voor het Amerikaanse leger.
Andere uitvindingen van Judson waren verbeteringen aan motoren en remsystemen voor spoorwegvoertuigen.
Judson stierf in 1909, nog voordat zijn uitvinding van de ritssluiting algemeen bekend en toegepast werd.
- International Standard Name Identifier: 0000 0000 9096 5850
- Library of Congress Control Number: no2010159781
- Virtual International Authority File: 132950230
- WorldCat: E39PBJyX4fgVkMfBHwYYy6FdwC